# Swing (musica)

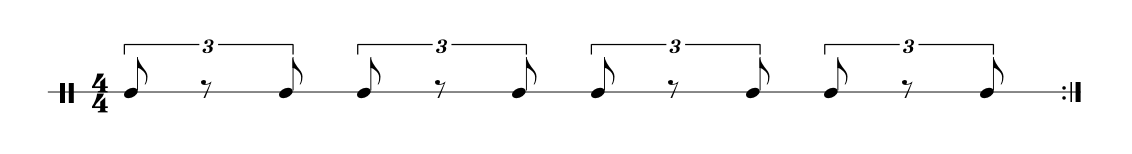
Esempio di un tipico ritmo shuffle

Swing è un termine musicale che indica un particolare modo (indicato talvolta come fraseggio swing), tipico della musica jazz, di eseguire le note (in inglese swing notes).
Il termine deriva dall'andamento ritmico "dondolante" che nasce da questa tecnica esecutiva (il verbo inglese "to swing" significa appunto dondolare).
In sintesi, nella pratica, si suonano note terzinate su tempi binari: ad esempio, due crome (note da un ottavo) saranno suonate come una terzina di crome (tre ottavi suonati per la durata di un quarto) con le prime due note legate. L'accento è preferenzialmente dato sul levare. Medesimo schema vale per il ritmo (ad esempio con le percussioni o la batteria).
Nella musica moderna si utilizza anche il termine shuffle (in inglese  shuffle notes), che alcuni differenziano dallo swing semplicemente per la maggior accentuazione di questo effetto.
Analogamente si intende, anche nel gergo degli strumenti a percussione, per ritmo shuffle il ritmo che risulta dalla ripetizione in sequenza di un groove di coppie (o pattern analoghi) di note ineguali.
Lo swing (o modernamente lo shuffle) sono pronunce musicali da sempre utilizzate anche in altri generi musicali come il rock, il pop ed il funk, oltre che nel blues da cui trae le proprie origini moderne. Si noti che già in passato, nella Musica barocca di stampo francese, si usava suonare note in modo non uniforme (notes inégales) anche se scritte con la medesima durata.

## Esecuzione moderna e notazione

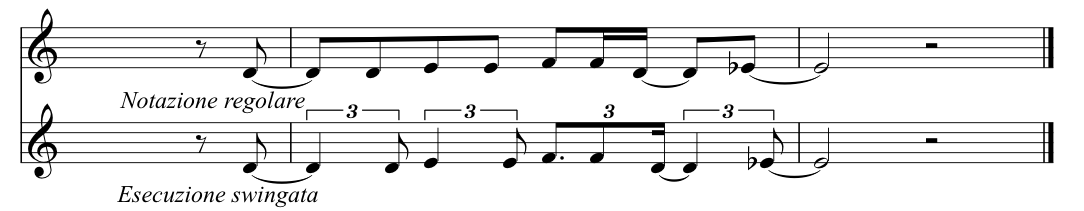
Esempio di notazione tradizionale ed esemplificazione dell'equivalente esecuzione swingata (2:1)

Quando un pezzo viene suonato "con swing" (o swingato: il termine non ha un equivalente in italiano), in ogni coppia di crome di durata uguale in cui la prima nota sia in battere, quest'ultima assume una durata maggiore di quella suonata in levare. Questa alterazione mensurale è inoltre accompagnata da una particolare accentuazione (a volte pronunciata come dah-duh) delle note coinvolte. L'applicazione simultanea di questi due accorgimenti costituisce il suono swing. Lo swing può coinvolgere (e in genere coinvolge) qualsiasi coppia di note di uguale durata, ma - per i brani in tempo moderato (120-150 bpm) - è più marcato per le crome, che inoltre si trovano normalmente nella configurazione ritmica adatta per l'applicazione del procedimento.
Rispetto all'esecuzione tradizionale (rapporto tra le durate 1:1) il rapporto tra le durate di due note swingate può variare (approssimativamente) tra 3:1 a 2:1 a seconda della quantità di swing che l'interprete decide di utilizzare (che in genere decresce al crescere della velocità del pezzo). In notazione tradizionale - e di solito per motivi didattici - questo viene talvolta espresso scrivendo un ottavo puntato più un sedicesimo (3:1) o una terzina con una legatura di valore tra le prime due note (2:1): nessuna delle due notazioni dà completamente ragione dello swing, mancando il particolare aspetto dinamico sopra ricordato..
Si consideri che, alcuni musicisti (specie quelli che non leggono lo spartito) suonano swingato, volutamente e istintivamente, un passaggio pure se sulla carta il fraseggio o il brano è scritto in forma tradizionale (proprio perché lo swing è un "pattern").
Per questo motivo l'esecuzione swingata viene in genere indicata, sugli spartiti, indicando swing o swing feel su una sezione (o in testa se si vuole indicare l'intero pezzo). L'indicazione opposta - per indicare l'esecuzione tradizionale in dinamica e durata - viene data in maniera simile apponendo le scritte latin o straight (latin feel, straight feel). In genere, siccome l'indicazione latin ("latino") suggerisce anche un andamento ritmico latinoamericano (clave) si preferisce utilizzare straight (dritto, liscio, non modificato: "straight eigths" vale "ottavi non modificati") per i casi in cui il brano non abbia altre caratteristiche "latine".

## Modi di dire
(Titolo di un brano di Duke Ellington)
Nel gergo dei jazzisti "avere swing" (o swingare) significa essere ritmicamente e musicalmente espressivi e comunicativi: in questo senso lo swing può essere la caratteristica di un brano, di una formazione o di un singolo artista. L'opposto (non avere swing) è considerato un difetto riferito spesso agli interpreti verso i quali la melodia assume su di sé l’assoluto o il prevalente compito espressivo.